# Lampides dromicus
Lampides dromicus är en fjärilsart som beskrevs av Hans Fruhstorfer 1916. Lampides dromicus ingår i släktet Lampides och familjen juvelvingar. Inga underarter finns listade i Catalogue of Life.